# Erythrina senegalensis
Espèce
Classification APG III (2009)
Erythrina senegalensis, dont le nom commun est Erythrine du Sénégal en français, tinyao en babungo , est une espèce de plantes à fleurs de la famille des Fabacées. C'est un arbre épineux originaire de l’Afrique de l'Ouest et du Soudan, qu'on retrouve au Cameroun, au Tchad, ainsi que dans plusieurs régions de l'Afrique de l'Ouest tropicale .

## Description
StatureL’arbre peut atteindre 6 à 15 mètres de haut. Il présente une cime irrégulière.
Bois et écorceL'écorce est rugueuse et de couleur beige, les rameaux et les branches présentent des épines courbées, mesurant jusqu’à 1 cm de long.
FeuillesLes feuilles de 12-30 cm sont alternes et trifoliolées.
Fleurs et fruitsLes fleurs asymétriques de 3-4 cm de long, qui apparaissent principalement au début de la saison sèche, sont de couleur rouge vif. L’arbre produit des gousses incurvées faisant 7-18 cm de long, de couleur kaki à maturité. Ces gousses contiennent des graines au nombre de 5 à 9, de couleur rouge vif, d'aspect lisse et luisant, faisant 6-7 mm de long.

## Usages
Usages avérés en pharmacopéeLes écorces, les feuilles et les graines ont des propriétés relaxantes, anesthésiantes, et paralysantes.
Usages agricoles, pastoraux et vétérinairesLes arbres peuvent être plantés en haie vive, en palissade et pour l’ornementation. Les feuilles et les fruits peuvent être consommés par le bétail, et l’écorce utilisée comme diurétique pour les chevaux.
Usages domestiques, artisanaux et industrielsLe bois - peu durable - peut servir à la composition de planches et manches de couteaux, ou comme bûchettes pour le feu. Les graines peuvent être utilisées pour la création de colliers et colifichets.